# Pärlmalört
Pärlmalört (Artemisia lactiflora) är en växtart i släktet malörter och familjen korgblommiga växter. Den beskrevs av Augustin Pyrame de Candolle efter Nathaniel Wallich.

## Beskrivning
Pärlmalörten är en flerårig, upprätt växt med gröna blad, upp till 1,5 meter hög, med plymer av krämfärgade, runda blommor. Blomningen sker kring midsommar. Arten trivs i fuktig jord.

## Utbredning
Pärlmalört återfinns i vilt tillstånd i östra Asien, från Assam i Indien till sydöstra Kina, Taiwan och Indokina. Den odlas även som prydnadsväxt i andra delar av världen. I Sverige har den noterats som tillfällig eller kvarstående i Skåne, men den reproducerar sig knappast i landet.

## Varieteter
Pärlmalört har tre gällande varieteter:
- A. lactiflora var. incisa
- A. lactiflora var. lactiflora
- A. lactiflora var. thaibaishanensis